# セルゲイ・シュタニュク
セルゲイ・ペトロヴィチ・シュタニュク（ベラルーシ語: Сяргей Пятровіч Штанюк、1973年8月13日 - ）は、ベラルーシ・ミンスク出身の元サッカー選手。ポジションはDF。

## 来歴
1973年、ベラルーシの首都ミンスクで生まれ、FCディナモ-93ミンスクやFCディナモ・ミンスクでプレーをした。1996年にロシアのFCディナモ・モスクワへ移籍をし、114試合に出場をした。2001年、イングランドのストーク・シティFCに移籍。2003年にはストーク・シティの年間最優秀選手に選ばれた。2009年、FCアラニア・ウラジカフカスに移籍をし、シーズン終了後、現役生活に終わりを告げた。
1995年から2005年までの間にベラルーシ代表として71試合に出場し3得点を挙げた。

## 所属クラブ
- FCディナモ-93ミンスク 1992-1994
- FCディナモ・ミンスク 1994-1995
- FCディナモ・モスクワ 1996-2000
- ロイヤル・アントワープFC 2000
- ストーク・シティFC 2001-2003
- FCシンニク・ヤロスラヴリ 2003-2005
- FCメタルルグ・ザポリージャ 2005-2006
- FCルチ・エネルギア・ウラジオストク 2006-2007
- FCロストフ 2008
- FCアラニア・ウラジカフカス 2009

## タイトル
- FCディナモ・ミンスク
  - ベラルーシ・プレミアリーグ：1 (1994/95)
- FCロストフ
  - ロシア・ファーストディビジョン：1 (2008)